# Čoša
Čoša (rusky Чёша) je řeka v Něneckém autonomním okruhu v Archangelské oblasti Ruské federace. Protéká v jižní části poloostrova Kanin.

## Průběh toku
Délka řeky je 61 km, plocha povodí je cca 100 km². Teče od západu na východ v členitém korytě bažinatou tundrou. Ústí do Čošského zálivu Barentsova moře.

## Vodní režim
Zdroje vody jsou sněhové a dešťové srážky. Zamrzá v listopadu a rozmrzá v polovině května.

## Historie
Nejpozději od 15. století byla řeka Čoša důležitou spojnicí pomorských námořníků na cestě z Bílého moře k Obu a později do Mangazeje. Své koče táhli v jižní části poloostrova Kanina přes tzv. čošský portáž od řeky Čoši k řece Čiže, která se vlévá do Mezeňského zálivu. Pro přepravu zboží zboží v povodí řeky si Pomorové najímali místní Něnce, kteří se zde potulovali se sobími spřeženími.

## Přítoky
- Prochodnica
- Ščučja Viska
- Korotkaja Vaděga
- Jasejjuk
- Čjornaja Vaděga